# Nom (Fluss)
Der Nom ist ein kleiner Gebirgsfluss in Frankreich, der bis auf wenige Meter im Quellbereich, nahezu vollständig im Département Haute-Savoie in der Region Auvergne-Rhône-Alpes verläuft. Sein Quellgebiet liegt in der Bergkette Chaîne des Aravis, im südöstlichen Gemeindegebiet von La Clusaz. Er entspringt an der Südflanke der Pointe des Aravis (2325 m), entwässert nach Erreichen des Talgrundes zunächst Richtung Nordnordwest, schwenkt dann bei Saint-Jean-de-Sixt abrupt auf Südwest und mündet nach rund 18 Kilometern im Gemeindegebiet von Thônes als linker Nebenfluss in den Fier.

## Orte am Fluss
(Reihenfolge in Fließrichtung)
- Les Aravis, Gemeinde La Clusaz
- Gotty, Gemeinde La Clusaz
- La Clusaz
- Saint-Jean-de-Sixt
- Les Villards-sur-Thônes
- Thônes